# Andreas Franck
Eskil Andreas Franck, född 21 januari 1973 i Uppsala, är en svensk ljudtekniker, mixare och kompositör. Han är en av Sveriges mest framgångsrika ljudtekniker med sina fem Guldbaggar för bästa ljuddesign. 
Franck har flera gånger samarbetat med Ruben Östlund och bland annat lagt ljuddesignen på hans filmer Turist (2014), The Square (2017) och Triangle of Sadness (2022).
Han är son till teologen Eskil Franck. 

## Guldbaggar
Andreas Franck har nominerats till totalt åtta Guldbaggar för bästa ljuddesign. Han vann sin första Guldbagge på Guldbaggegalan 2012 för filmen Apflickorna. 2014 nominerades han för ljuddesignen på Snabba cash – Livet deluxe. På Guldbaggegalan 2015 vann han för The Quiet Roar. Samma år var han även nominerad för Ruben Östlunds film Turist. På galan 2016 vann han sin tredje Guldbagge, denna gången för sitt arbete med Jönssonligan – Den perfekta stöten. Han var samma år även nominerad för Det vita folket. 2020 vann han sin fjärde Guldbagge för filmen 438 dagar. Den femte Guldbaggen vann han för Syndabocken på Guldbaggegalan 2024. Därmed blev Franck historisk som den som vunnit flest Guldbaggar i ljudkategorin.

## Filmografi (urval)
- 2004 – Så som i himmelen
- 2006 – Frostbiten
- 2011 – Apflickorna
- 2012 – Kontoret (TV-serie)
- 2013 – Hotell
- 2013 – Snabba Cash – Livet deluxe
- 2014 – The Quiet Roar
- 2014 – Turist
- 2015 – Jönssonligan – Den perfekta stöten
- 2015 – Tjuvheder
- 2015 – Det vita folket
- 2017 – The Square
- 2017 – Unga Astrid
- 2019 – Bonusfamiljen (TV-serie)
- 2019 – 438 dagar
- 2020 – Greta
- 2021 – Snabba cash (TV-serie)
- 2022 – Triangle of Sadness
- 2023 – Syndabocken
- 2023 – Stockholm Bloodbath